# FK Luleå
FK Luleå var en innebandyklubb i Luleå i Sverige. Herrlaget spelade fyra säsonger Sveriges högsta division, med start säsongen 1989/1990. Laget vann Division 1 norra tre säsonger i rad men säsongen 1992/93 blev det en sjundeplats och man åkte ur. Herrarna tog brons i svenska mästerskapet 1991, och damerna gjorde samma sak 1990 och 1992.
Bland spelarprofilerna fanns bland annat den blivande förbundskaptenen Ulf Hallstensson men även Seppo Määttä, Juha Männistö och Jens Pettersson som 1986/87 utsågs till Årets spelare i Sverige.
Säsongen 1989/90 blev det serieseger med en poäng före Örnsköldsviks SK i serien innan laget föll i kvartsfinalspelet mot IBF NB 87 med 1–2 i matcher. 
Därefter blev det en ny serieseger under 1990/91, denna gång var FK Luleå tre poäng före Umeå IBK. Laget slog ut Sjöstads IF i kvartsfinalspelet med 2–1 i matcher och mötte Tomasgårdens IF i semifinalen. Lagen vann en match vardera innan Tomasgården tog hem den avgörande efter förlängning. Det vinnande målet blev omdiskuterat och Luleåspelare har hävdat att bollen aldrig var över linjen.
En tredje raka serieseger togs 1991/92, denna gång slutade laget på samma poäng som Guldstaden IB och Umeå IBK medan VK Rasket och Örnsköldsviks SK var bara två poäng bakom. Slutspelet tog slut i kvartsfinalen mot Jönköpings IK som vann med 2–1 i matcher. 
Säsongen 1992/93 blev klubbens sista på toppnivå och de blev sjua i grundserien, på samma poäng som IKSU men med sämre sex måls sämre målskillnad. Klubben åkte ur och har sedan dess inte figurerat i högsta serien för herrar. 
Damlaget spelade i högsta serien från starten 1993/94 när de blev sexa i grundserien. Detta följdes av en fjärdeplats säsongen 1994/95 men räckte inte till slutspel. 1995/96 blev den sista i högsta serien för FK Luleå och de följande åren var IBK Boden den främsta innebandyklubben i Norrbotten. 
IBK Luleå har under 2000-talet varit den ledande innebandyklubben i staden och är ett resultat av en sammanslagning från 1999 då IBK Luleå BK och FK Luleå gick ihop plus att Svarta Braxens damlag följde med.